# Gobionellus daguae
Gobionellus daguae is een  straalvinnige vissensoort uit de familie van grondels (Gobiidae). De wetenschappelijke naam van de soort is voor het eerst geldig gepubliceerd in 1918 door Eigenmann.
De soort staat op de Rode Lijst van de IUCN als Onzeker, beoordelingsjaar 2007.